# Catábasis

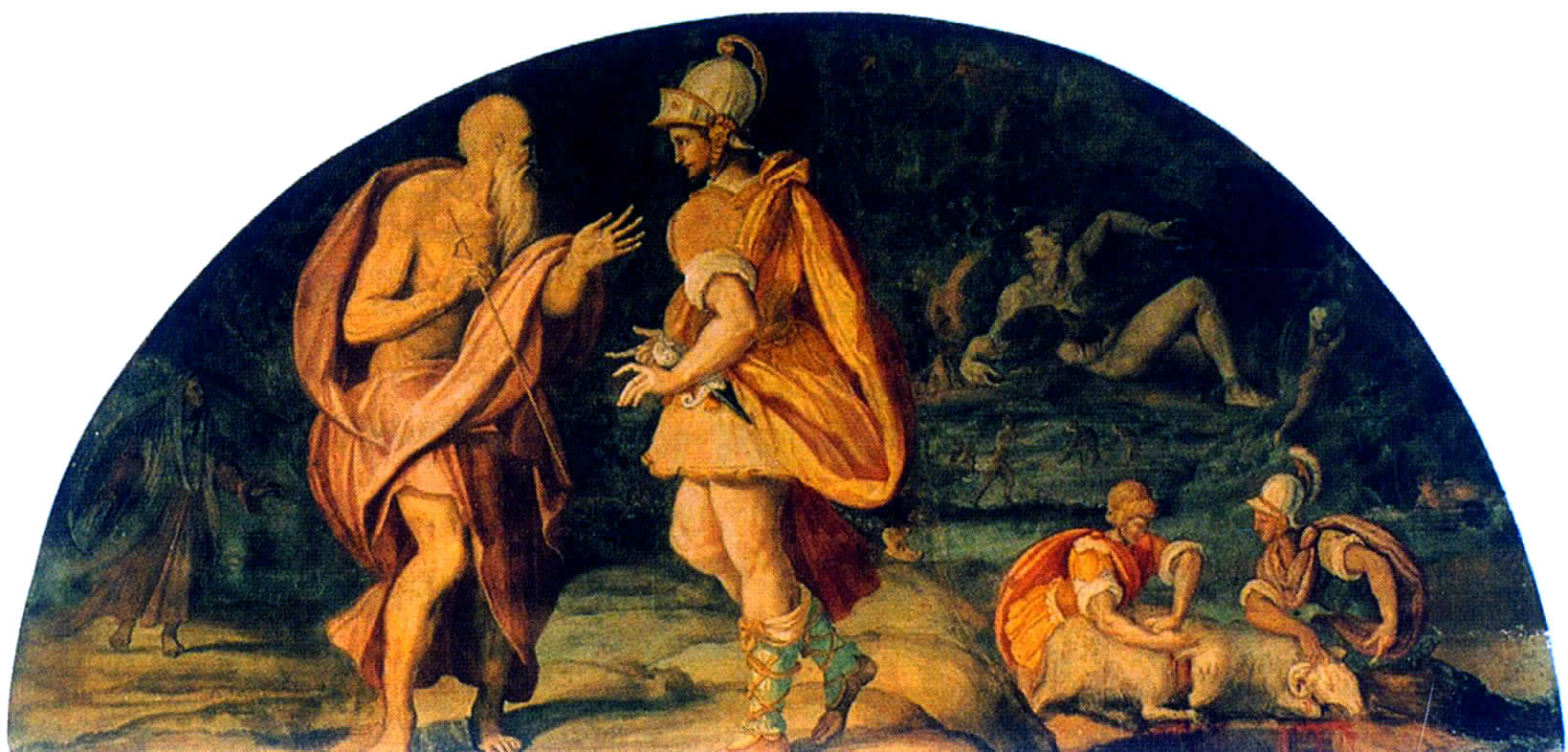
Odiseo consulta al espíritu del adivino Tiresias durante su catábasis, Libro 11 de la Odisea.

La catábasis o katabasis (del griego κατὰ, 'abajo' βαίνω 'avance') es un descenso de algún tipo, como bajar una ladera, el sol al atardecer, una retirada en una campaña militar, una expedición a los infiernos o un viaje desde el interior hacia la costa. Existe una gran cantidad de significados e interpretaciones para este término en poesía, retórica y en la psicología moderna.
Como imagen retórica refiere a un descenso a los propios horrores a fin de enfrentarlos, verlos, volverlos conscientes y luego ascender purificado por el horror y la conmiseración.
A fin de representarlo en literatura, se han usado lugares como el inframundo, el infierno, etc., pero en otros casos se puede usar un pozo de agua, ingreso a una cueva, caverna, escondite, o incluso sumergirse en una pileta. Estas imágenes, a menudo utilizadas por el cine, refieren al mismo tiempo a un aislamiento con la soledad como herramienta de reflexión, así como a un regreso a la placenta.

## Arte
Tanto en poesía como en retórica, el término katabasis se refiere a un "descenso gradual" del énfasis sobre un tema en una sentencia o en un párrafo, mientras que anabasis se refiere a un ascenso gradual en dicho énfasis.

## Psicología moderna
En la psicología moderna, el término de catábasis también se utiliza a veces para describir la depresión que experimentan algunos jóvenes. El autor Robert Bly propone en su libro "Iron John: Un libro sobre los hombres" varias razones para el "fenómeno de la catábasis ", entre ellos la falta de los ritos de iniciación en Occidente y la falta de una fuerte figura paterna y de modelos a seguir.

## Viaje al inframundo
La catábasis es la convención épica del viaje del héroe al inframundo. En la mitología griega, por ejemplo, Orfeo entra al inframundo para traer a Eurídice de vuelta al mundo de los vivos.

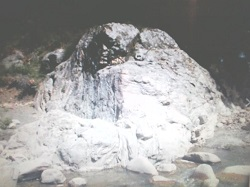
Roca en Nebrodi que Circe indicó a Odiseo en su visita al reino de los muertos

Los primeros relatos registrados acerca de viajes al inframundo provienen de Oriente Medio y datan de alrededor del año 2000 a. C. Los mitos acadios narran la estancia de Enkidu —compañero del héroe Gilgamesh— en los infiernos tras su muerte. Su amigo consigue que el espíritu de Enkidu suba a la tierra y le describa lo que ha visto allí abajo: 

Mi cuerpo, aquel que tú tocabas con alegría, está roído por la polilla como un viejo vestido.
Mi cuerpo, aquel que tú tocabas con alegría, [...] está lleno de polvo [...].

Este popular episodio se difundió por Sumeria y el Imperio Hitita al menos hasta mediados del segundo milenio antes de nuestra era. Los infiernos representaban entonces un lugar oscuro, triste y polvoriento adonde descendían todos los muertos, independientemente de su conducta en vida. También de la primera mitad del segundo milenio data el descenso de Inanna o Ishtar a los lugares infernales, donde reinaba su hermana Ereshkigal.
La mayoría de las catábasis tendrán lugar en un inframundo sobrenatural, como el Hades o el Infierno, como en la Nekyia, en el libro 11 de la Odisea, que describe el descenso de Odiseo al inframundo, o en el libro 6 de la Eneida, en el cual el héroe Eneas baja al Averno acompañado de Sibila. Sin embargo, la catábasis también puede referirse a un viaje a través de otras áreas distópicas, como los encuentros de Odiseo en su viaje de regreso de 10 años de Troya a Ítaca. Pilar Serrano permite que el término catábasis englobe también estancias breves o crónicas en el inframundo, incluyendo los casos de Lázaro y Cástor y Pólux. En este caso, sin embargo, la catábasis debe ir seguida de una anábasis o resurrección para que pueda ser considerado una verdadera catábasis en lugar de una simple muerte.